# 加藤三郎 (宇宙戦艦ヤマト)
加藤 三郎（かとう さぶろう）は、アニメ「宇宙戦艦ヤマトシリーズ」の登場人物。

## 概要
ヤマトの艦載戦闘機隊隊長。直属の上官である戦闘班長の古代進に並ぶ熱血漢として、彼の性格を最もよく理解するクルーの1人であり、古代のことをしばしば「チーフ」と呼ぶが、対等以上の口をきくこともある（このことについては、声を担当した神谷明はかなり抵抗があったらしく、『完結編』当時のアニメ雑誌のインタビュー記事で「三郎の時と違い、四郎は後輩なので声アテをやりやすい」と語っている）。そういった性格や口調のほか、角刈りにまとめた頭髪に細眉が特徴。
死後にその任を引き継いだ加藤四郎は、性格・容姿・能力とも三郎のそれとほとんど同じ弟である。
名前は零戦の名パイロットから引用したとされる。

## 劇中での登場
宇宙戦艦ヤマト
第3話から登場。ヤマトの護衛を主たる任務とする宇宙戦闘攻撃機のブラックタイガーで構成される、艦載戦闘機隊（通称「ブラックタイガー隊」）の隊長。
艦載機の操縦以外に戦闘員としての能力も高く、冥王星前線基地における反射衛星砲の爆破、ビーメラ星におけるレーダー手兼生活班長の森雪や分析ロボットのアナライザーの救出、地球目前の宙域におけるガミラス帝国総統のデスラー率いる残存兵たちとの白兵戦などでも活躍する。
さらば宇宙戦艦ヤマト 愛の戦士たち
ヤマトが地球防衛軍司令部を無視して強行出発した際、月面基地から多くの部下を引き連れて新鋭機のコスモタイガーIIで駆けつけ、そのままコスモタイガー隊の隊長に就任する。
終盤の都市帝国戦において、古代・工場長兼技師長の真田志郎・空間騎兵隊の斉藤始らと共に都市帝国内部へ侵入した後、古代の操縦するコスモタイガーIIでヤマトへ帰還するが、彼が後部銃座を振り返った時にはすでに息絶えていた。
宇宙戦艦ヤマト2
第5話から登場。ヤマトへ駆けつけるまでは『さらば』とほぼ同じであるが、第11番惑星での戦闘でヤマトへ乗り組んできた斉藤始とは、気風の違いからしばしば衝突する。また、第12話でアナライザーがガミラス艦の放った宇宙バクテリアのために暴れ始めた時には、艦医の佐渡酒造を呼んで来てしまう慌てぶりも見せる。
都市帝国戦では『さらば』とほぼ同じく古代、真田、斉藤らと都市帝国内部へ侵入した後、コスモタイガーIIに古代と真田を乗せてヤマトへ帰還するが、操縦席で満足そうな笑みを浮かべて息絶えていた。
宇宙戦艦ヤマト 新たなる旅立ち
「英雄の丘」に建つ沖田の記念像の前に、白色彗星帝国戦で戦死した機関長の徳川彦左衛門・斉藤・コスモタイガー隊隊員の山本明と並び、加藤のレリーフが建立されている。
ヤマトよ永遠に
エンディングにおける新しい銀河を背景に過去の戦没者たちが次々と現われるシーンで、犬猿の仲だった斉藤と肩を組みながら登場する。

## リメイクアニメ
『宇宙戦艦ヤマト』のリメイク作である『宇宙戦艦ヤマト2199』（以下、『2199』）を初作とする本シリーズでは、髪型が従来の角刈りのままでは真田志郎と被るため、丸刈りへ変更され、さらに左眉上には傷痕が付けられた。
また、出身地は北海道で、実家は寺を営んでおり、鼻歌代わりに般若心経を唱える癖があるといった設定が追加されている。人の生き死にに敏感な性格をしている。下戸であるために酒は飲めない。
親類には父親の一徹がおり、また『2199』の最終話では原田真琴と結婚している。

### 劇中での登場（リメイクアニメ）
宇宙戦艦ヤマト2199 / 宇宙戦艦ヤマト2199 星巡る方舟
第1話において、格納庫で古代と島大介にコスモゼロについて教えるシーンで初登場。年齢は23歳。階級は二等宙尉。乗機は99式空間戦闘攻撃機〈コスモファルコン〉。
国連宇宙軍の空間防衛総隊第7航空団第810飛行隊のトップエースとして防空任務に当たっており、第2話でヤマトの戦術科へ配属されて航空隊長を務めていく。
衛生士の原田真琴とは、第2話で古代と島を殴って負傷した右手を中央大病院で治療された際に初めて対面している。その後、第4話のエンケラドゥスでの戦闘以降、真琴から想いを寄せられるようになる。第15話で気軽に話す間柄になり、第21話で彼女から「サブちゃん」と呼ばれる間柄にまで至って彼女との間に子供を授かったことから、結婚を決意する。最終話で古代から提案された艦内結婚式については、重体の森雪を抱える彼の心情を気遣って一旦は躊躇するも説得されたうえに真琴の言葉もあり、挙式に踏み切る。
漫画版（むらかわみちお）
単行本第4巻の赤道祭において、メ2号作戦で戦死した杉山宣彦の両親と交信しており、気遣いを感謝されると同時に息子に代わって無事に帰還するよう懇願される。第6巻では回想シーンが描かれ、命を尊ぶ寺院出身ということで、軍隊にいることを父親から反対されている。

宇宙戦艦ヤマト2202 愛の戦士たち
第2話から登場。年齢は27歳。月面基地で筆頭教官として後進の育成に当たっている。真琴との間には長男の翼が生まれているが、幼くして遊星爆弾症候群を発症しており、未だ抜本的な治療法が見つかっていないこともあって、父としての苦悩を抱えている。
ヤマトの無断発進に際して他の乗組員たちに気を使われ、何も知らされないまま置いて行かれてしまい、当人も家族を残してまで行くべきなのか悩んでいたが、真琴の後押しを受けて後からヤマトに合流する。
ヤマトがテレザート星から地球圏へ帰還する途中、乗機の整備中に「息子の命を助ける方法がある」という謎のメッセージを受け取り、詳細を知る桂木透子から遊星爆弾症候群の治療薬のサンプルを与えられ、その製造データと引き換えにヤマトを裏切るようそそのかされる。苦悩の末に反波動格子を起動させ、ヤマトが白色彗星内へ落下する原因を作ってしまった後、気絶していたところを倉田に担がれ、他の乗組員たちと共にアンタレスへ脱出する。銀河艦内で目を覚ますと自分の愚行への罪悪感から自殺を図るも止められ、自白すると共に拘束される。詳細を知った芹沢から戦って死ぬことを命じられた後、無人戦闘機ブラックバードの先導役を志願するなど、死に場所を求めるような行動に出始めるが、第21話でヤマトの生存と救出が叶うと沈みゆくアンドロメダ改から山南修を救出し、ヤマトへ帰還する乗組員たちと同じく自身も航空隊長として帰還する。第24話で航空隊を率いて都市帝国にヤマトの先導として出撃した後、ラーゼラーの乗るイーターIと交戦して撃墜するが、その際の爆風に飲まれて戦死を遂げた（撃墜する直前には血潮が飛び散っており、致命傷を受けたことが暗示されている）。

## 担当キャスト
- 声優
  - 神谷明 - テレビアニメ第1作準拠のシリーズ関連作品[9]
  - 野村信次 - テレビアニメ第1作・第3話[10]
  - 池水通洋 - テレビアニメ第1作・第4話[11]
  - 山田俊司（現・キートン山田） - テレビアニメ第1作・第8話・第10話[10]
  - 細谷佳正 - 『宇宙戦艦ヤマト2199』以降のリメイク作品[12][13]
- 俳優
  - 波岡一喜 - 『SPACE BATTLESHIP ヤマト』[1]